# 横堤駅

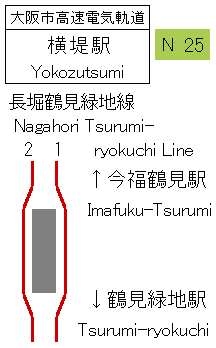
配線図

横堤駅（よこづつみえき）は、大阪府大阪市鶴見区横堤五丁目にある、大阪市高速電気軌道 (Osaka Metro) 長堀鶴見緑地線の駅。駅番号はN25。

## 歴史
- 1990年（平成2年）3月20日：鶴見緑地線（現在の長堀鶴見緑地線）京橋 - 鶴見緑地間が開通した際に開業[1]。
- 2011年（平成23年）2月4日：可動式ホーム柵の使用を開始。
- 2018年（平成30年）4月1日：大阪市交通局の民営化により、大阪市高速電気軌道 (Osaka Metro) の駅となる。

## 駅構造
島式ホーム（延長135 m、幅7 m）1面2線を有する地下駅である。改札口は1か所のみ。鶴見区民センターと地下通路で結ばれている。
当駅はドーム前千代崎管区駅に所属し、駅長が配置されている。また、今福鶴見駅・鶴見緑地駅・門真南駅を管轄している。
当駅のテーマは「ツバキ」である。ツバキは鶴見区の区花の一つである。

### のりば
| 番線 | 路線           | 行先                     |
| ---- | -------------- | ------------------------ |
| 1    | 長堀鶴見緑地線 | 門真南方面               |
| 2    | 長堀鶴見緑地線 | 森ノ宮・心斎橋・大正方面 |

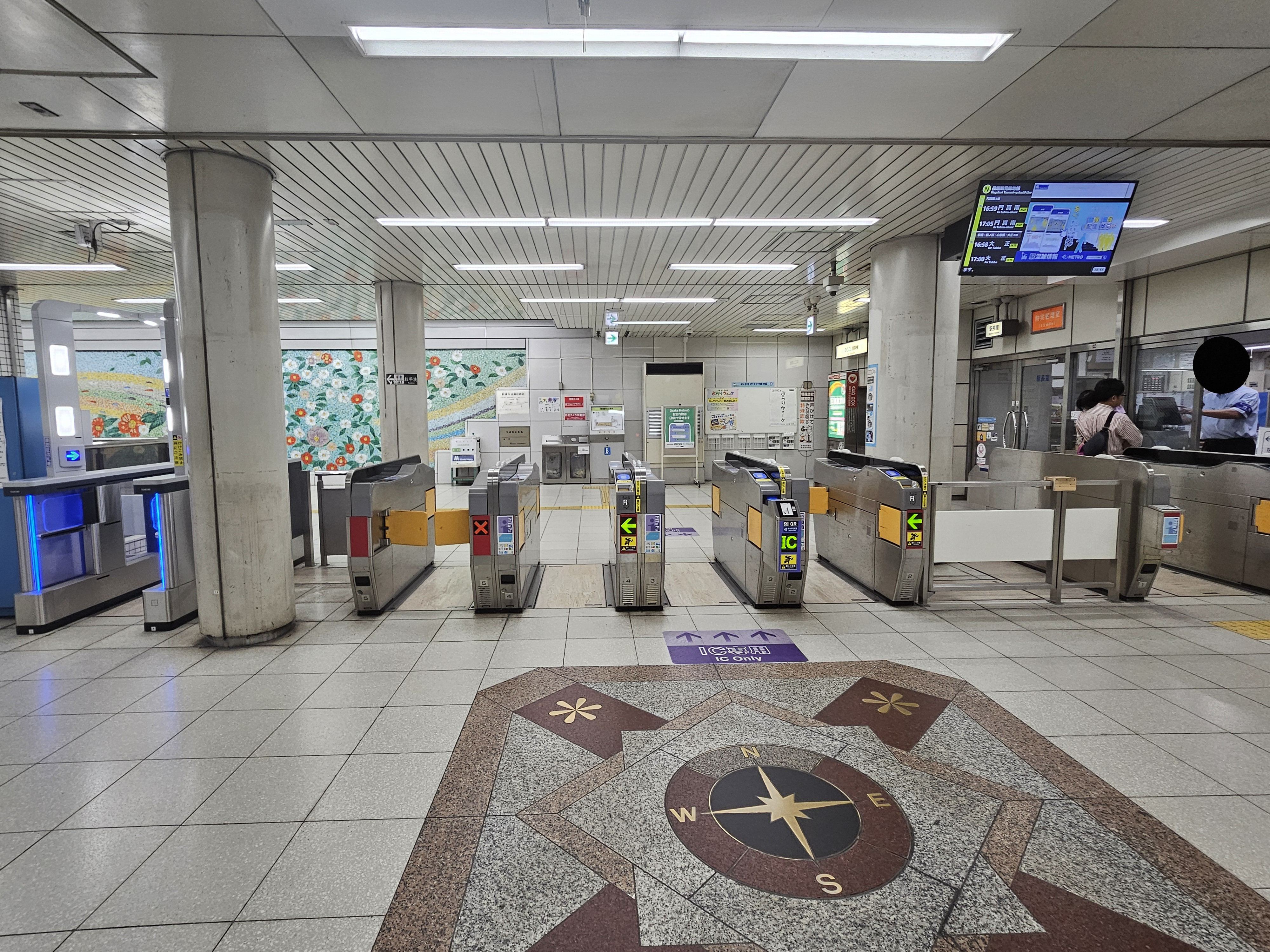
改札（2025年5月）
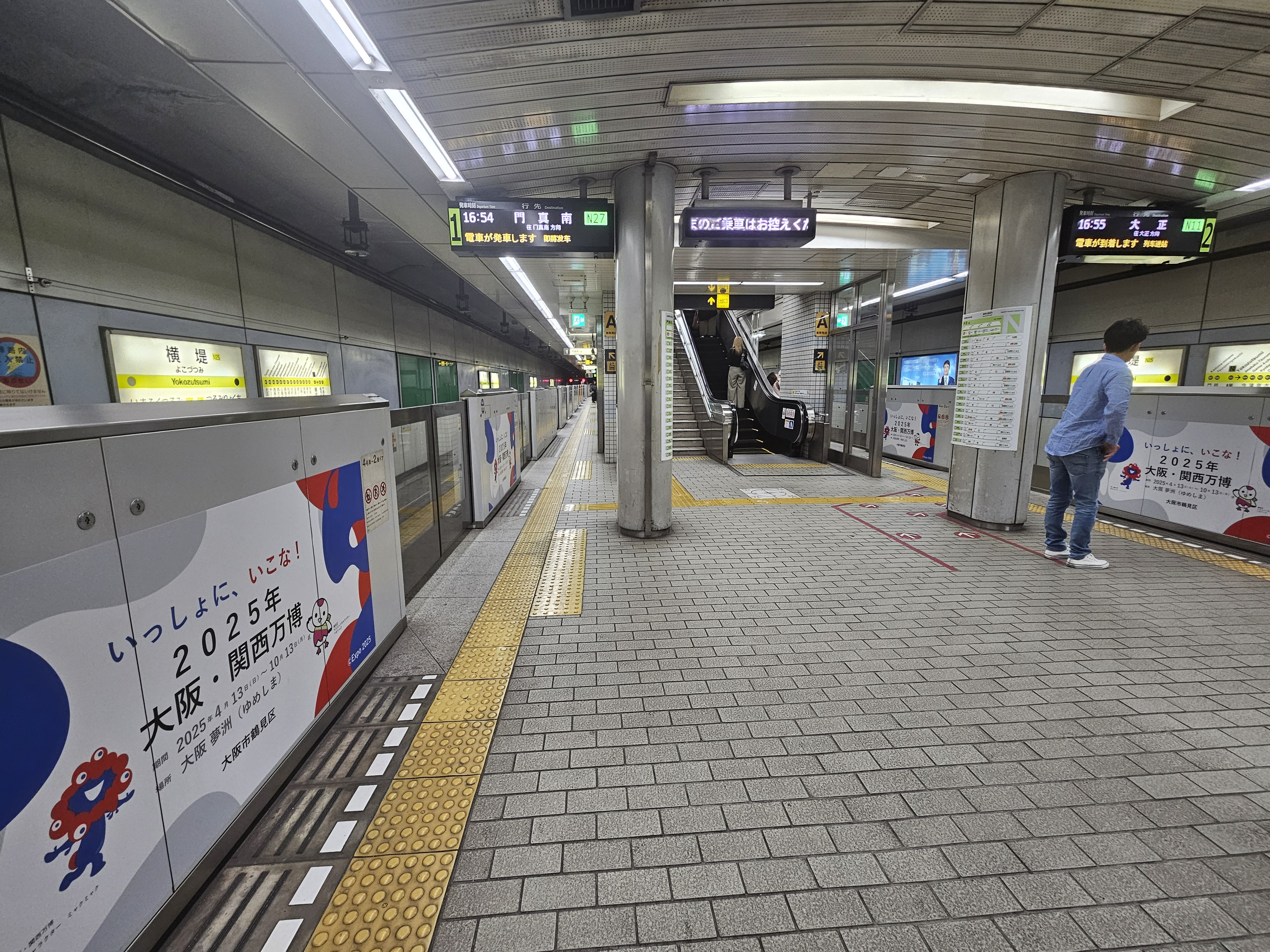
プラットホーム（2025年5月）

### 出口
| 出口番号 | 出口周辺 | 備考             |
| -------- | --- | ---------------- |
| 1        | |                  |
| 2        | シティバスのりば |                  |
| 4        | 老人福祉センター・鶴見区民センター・鶴見図書館 茨田西社会福祉会館                                                                        | エレベーターあり |
| 5        | 老人福祉センター・鶴見合同庁舎・鶴見会館・鶴見区役所 保健福祉センター・城東配水場・福祉事務所・鶴見警察署 鶴見消防署・茨田西社会福祉会館 |                  |
| 6        | 横堤福祉会館 |                  |

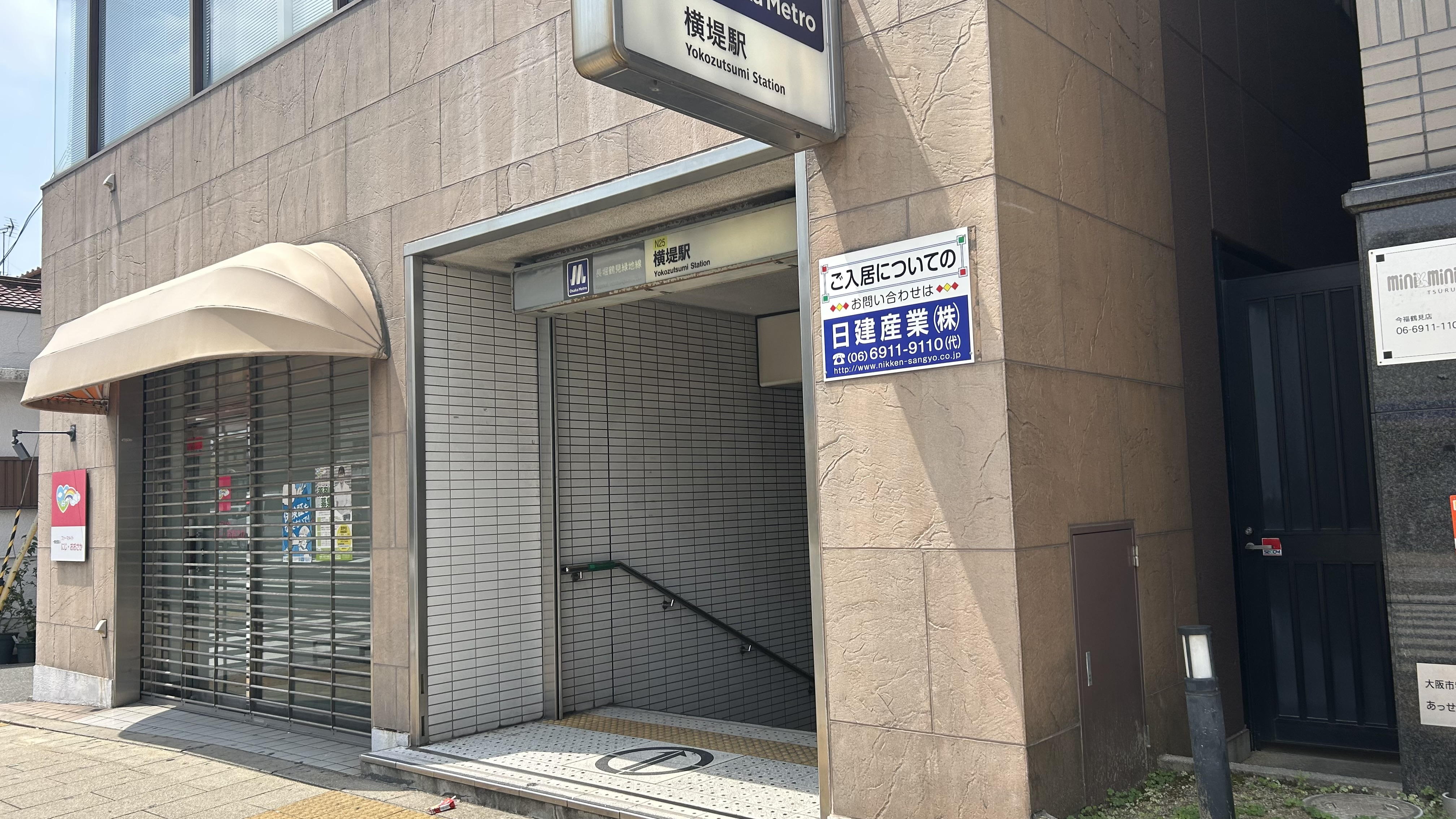
1号出入口（2025年6月）
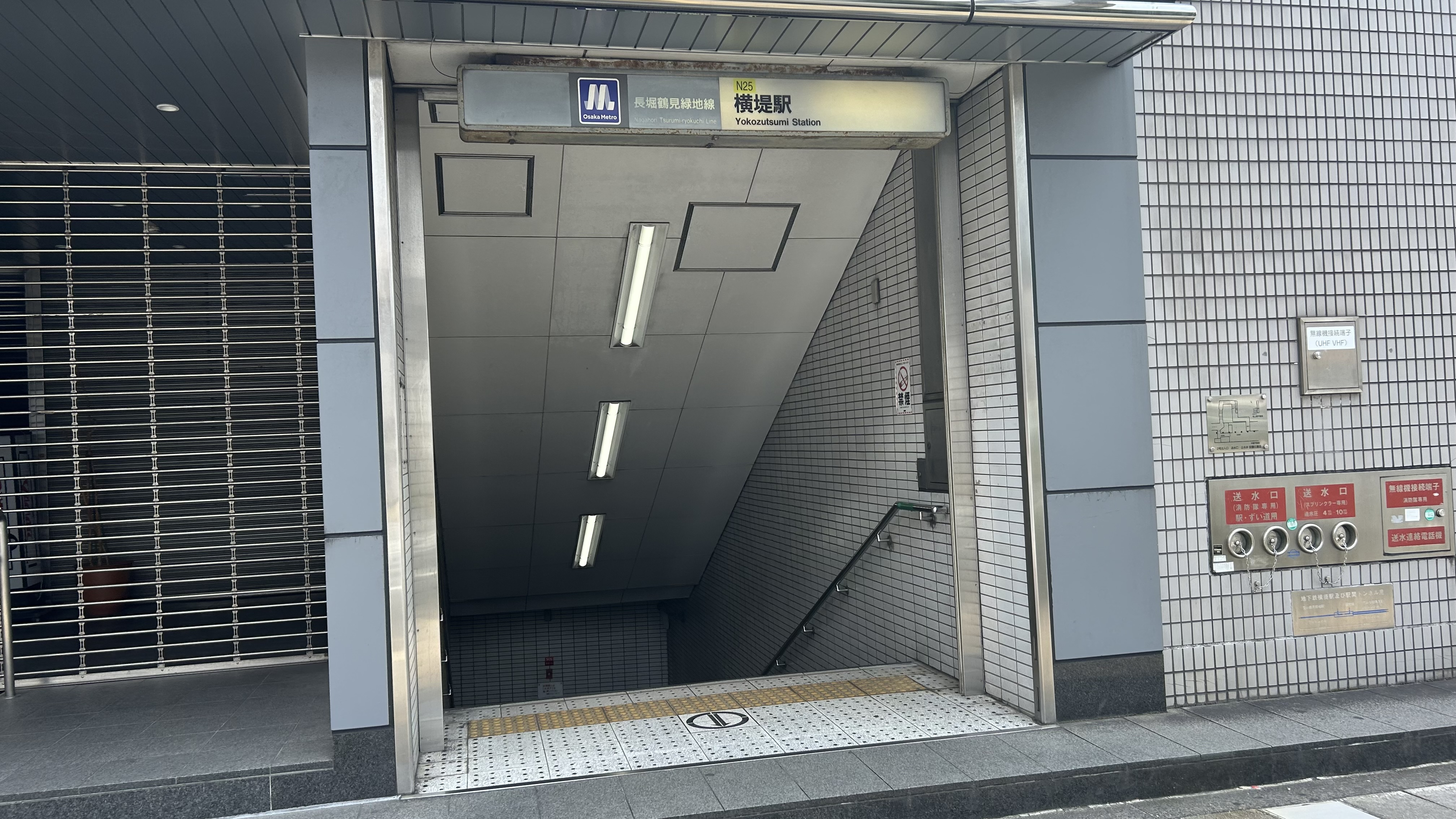
2号出入口（2025年6月）
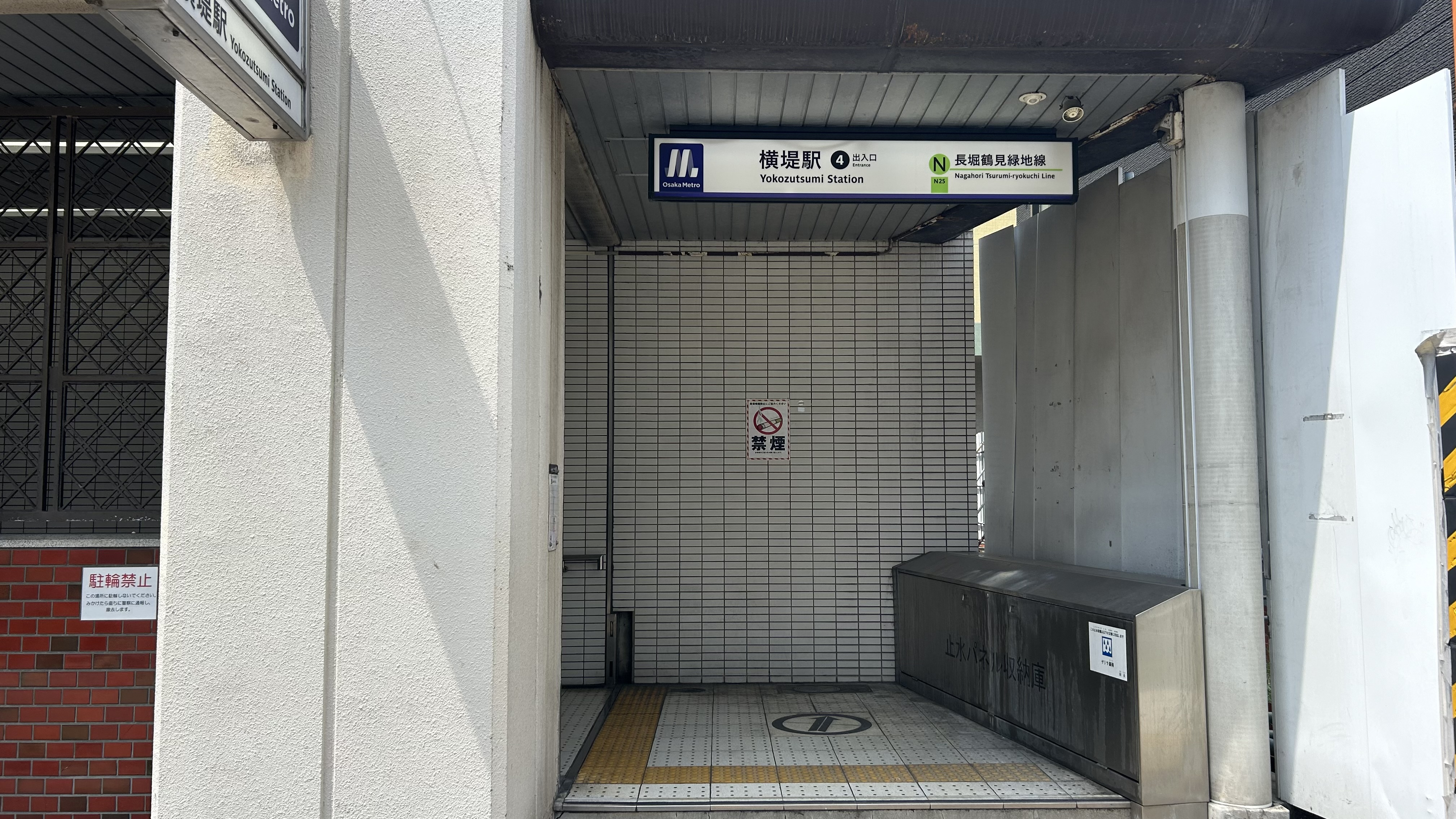
4号出入口（2025年6月）
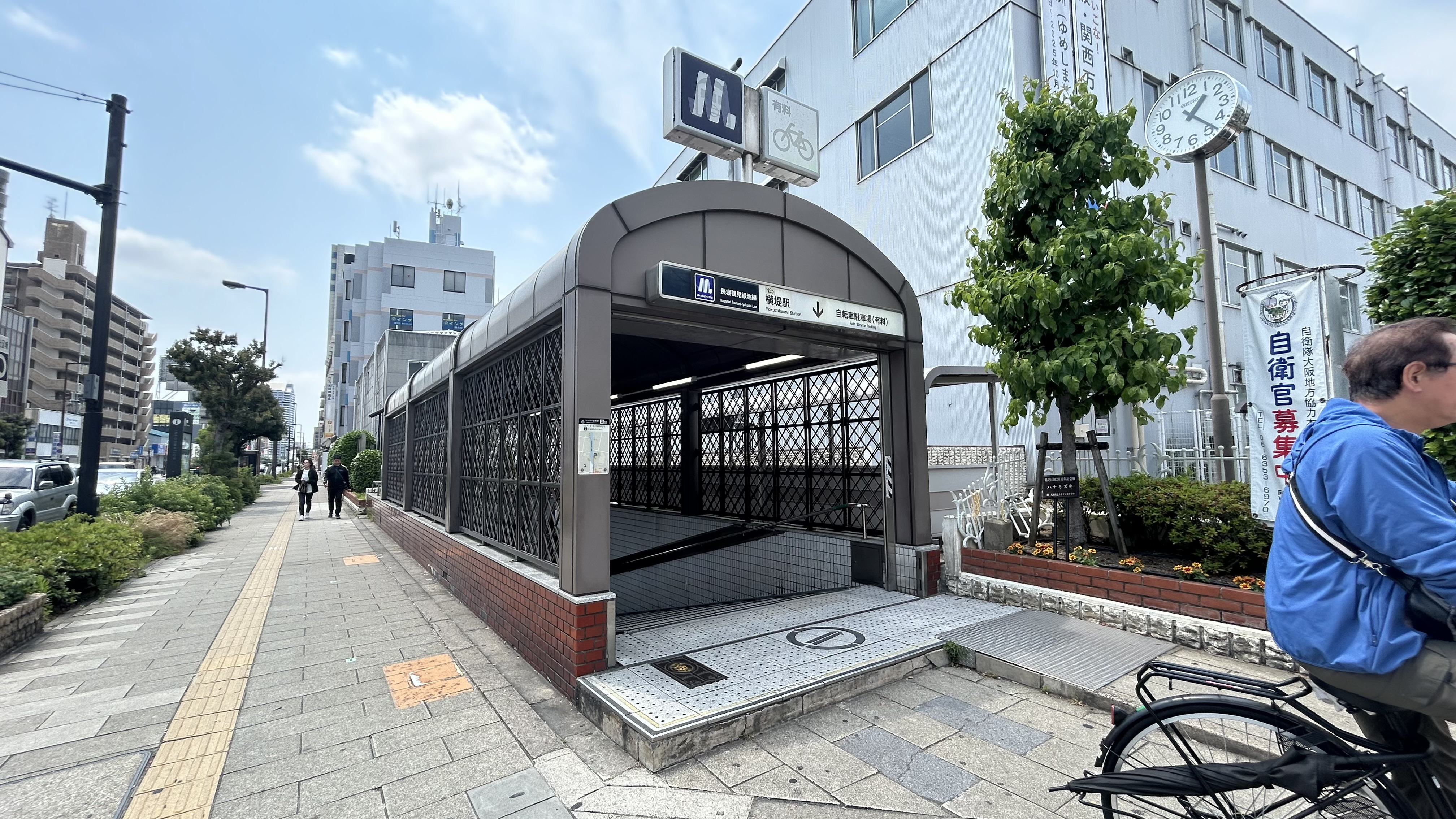
5号出入口（2025年6月）
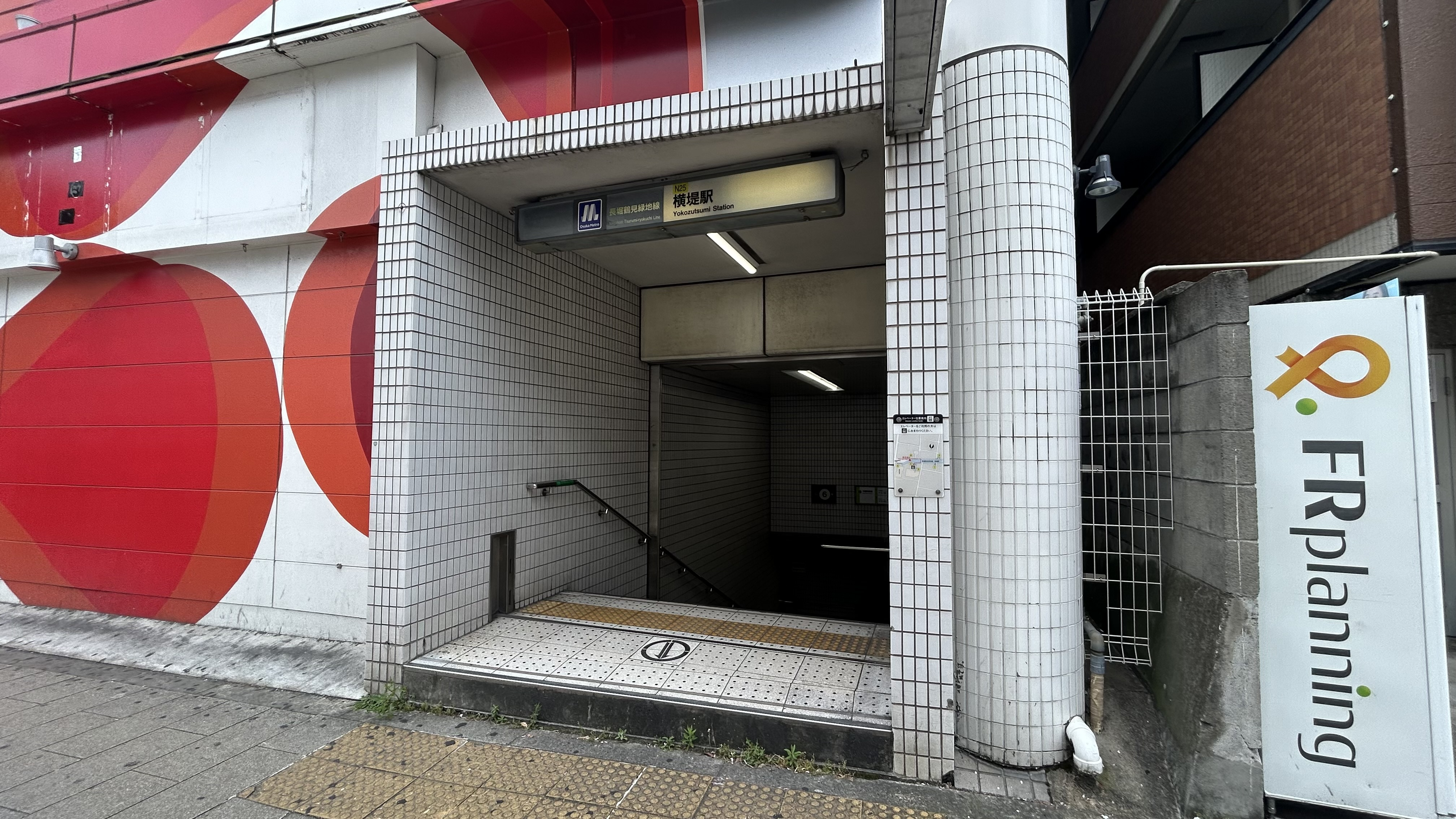
6号出入口（2025年6月）

## 利用状況
2024年11月12日の1日乗降人員は16,936人（乗車人員：8,602人、降車人員：8,334人）であり、長堀鶴見緑地線の駅では17駅中9位（他地下鉄路線と接続しない駅では3位）。
各年度の特定日利用状況は下表の通り。なお1995年度の記録については1996年に行われた調査であるが、会計年度上表中に記載の年度となる。
| 年度               | 調査日   | 乗車人員 | 降車人員 | 乗降人員 | 出典          | 出典          |
| 年度               | 調査日   | 乗車人員 | 降車人員 | 乗降人員 | メトロ        | 大阪府        |
| ------------------ | -------- | -------- | -------- | -------- | ------------- | ------------- |
| 1990年（平成02年） | 11月06日 | 4,278    | 4,482    | 8,760    |               | [ 大阪府 1 ]  |
| 1995年（平成07年） | 02月15日 | 5,022    | 4,912    | 9,934    |               | [ 大阪府 2 ]  |
| 1998年（平成10年） | 11月10日 | 7,017    | 6,225    | 13,242   |               | [ 大阪府 3 ]  |
| 2007年（平成19年） | 11月13日 | 7,450    | 6,961    | 14,411   |               | [ 大阪府 4 ]  |
| 2008年（平成20年） | 11月11日 | 7,607    | 7,174    | 14,781   |               | [ 大阪府 5 ]  |
| 2009年（平成21年） | 11月10日 | 7,504    | 7,217    | 14,721   |               | [ 大阪府 6 ]  |
| 2010年（平成22年） | 11月09日 | 7,413    | 7,075    | 14,488   |               | [ 大阪府 7 ]  |
| 2011年（平成23年） | 11月08日 | 7,585    | 7,377    | 14,962   |               | [ 大阪府 8 ]  |
| 2012年（平成24年） | 11月13日 | 7,802    | 7,498    | 15,300   |               | [ 大阪府 9 ]  |
| 2013年（平成25年） | 11月19日 | 8,181    | 7,864    | 16,045   | [ メトロ 1 ]  | [ 大阪府 10 ] |
| 2014年（平成26年） | 11月11日 | 8,391    | 8,061    | 16,452   | [ メトロ 2 ]  | [ 大阪府 11 ] |
| 2015年（平成27年） | 11月17日 | 8,813    | 8,501    | 17,314   | [ メトロ 3 ]  | [ 大阪府 12 ] |
| 2016年（平成28年） | 11月08日 | 8,795    | 8,426    | 17,221   | [ メトロ 4 ]  | [ 大阪府 13 ] |
| 2017年（平成29年） | 11月14日 | 9,264    | 8,825    | 18,089   | [ メトロ 5 ]  | [ 大阪府 14 ] |
| 2018年（平成30年） | 11月13日 | 8,943    | 8,596    | 17,539   | [ メトロ 6 ]  | [ 大阪府 15 ] |
| 2019年（令和元年） | 11月12日 | 9,281    | 8,811    | 18,092   | [ メトロ 7 ]  | [ 大阪府 16 ] |
| 2020年（令和02年） | 11月10日 | 8,091    | 7,767    | 15,858   | [ メトロ 8 ]  | [ 大阪府 17 ] |
| 2021年（令和03年） | 11月16日 | 8,021    | 7,777    | 15,798   | [ メトロ 9 ]  | [ 大阪府 18 ] |
| 2022年（令和04年） | 11月15日 | 8,384    | 8,120    | 16,504   | [ メトロ 10 ] | [ 大阪府 19 ] |
| 2023年（令和05年） | 11月07日 | 8,493    | 8,156    | 16,649   | [ メトロ 11 ] | [ 大阪府 20 ] |
| 2024年（令和06年） | 11月12日 | 8,602    | 8,334    | 16,936   | [ メトロ 12 ] |               |

## 駅周辺

### 商業施設
- イオンモール鶴見緑地（イオン鶴見緑地店）
- ライフ横堤店
- 業務スーパー鶴見緑地店
- サンディ横堤店
- おおさかパルコープつるみ店
- サンドラッグ横堤店
- サーバ鶴見諸口店
- 万代鶴見諸口店

### 公共施設
- 花博記念公園鶴見緑地
- 大阪市鶴見区役所
- 鶴見区民センター
- 大阪市立鶴見図書館
- 大阪府鶴見警察署
- 鶴見横堤郵便局
- 横堤福祉会館
- 大阪市立横堤中学校
- 大阪市立横堤小学校
- 大阪市立茨田西小学校

### 社寺・史跡
- 横堤八幡宮
- 八幡神社

## バス路線
最寄り停留所は、地下鉄横堤と鶴見区役所前である。以下の路線が乗り入れ、大阪シティバスにより運行されている。なお、45・46号系統は鶴見区役所前からの利用となる。かつては横堤バスターミナルがあり、3号出入口に直結していた。バスターミナル施設内には1番・2番・3番のりばがあり、施設内になかった4番のりばが地下鉄横堤の西行き停留所である。
2013年4月1日の旧大阪市営バス改編に際し横堤バスターミナルは廃止され、旧バスターミナル前の路上（4号出入口付近）に「地下鉄横堤」を新設。4番のりばも「地下鉄横堤」に改称されたほか、赤バスの廃止と45・46号系統の運行経路の変更が行われた。廃止に伴い、4月2日に3号出入口が閉鎖された。
地下鉄横堤
- 鶴見通沿い
  - 東行のりば（通北側・4号出入口）
    - 36号系統：地下鉄門真南

  - 西行のりば（通南側・2号出入口（旧バスターミナル4番のりば））
    - 36号系統：大阪駅前

鶴見区役所前
- 鶴見警察署前交差点東側
  - 東行のりば
    - 36号系統：地下鉄門真南
    - 46号系統：焼野

  - 西行のりば
    - 36号系統：大阪駅前
    - 46号系統：天満橋
- 鶴見警察署前交差点北側
  - 南行のりば
    - 45号系統：諸口

  - 北行のりば
    - 45号系統：総合医療センター前

## 特徴
- 京セラドーム大阪などで試合やイベントの開催後に運転される臨時列車の一部や大正方面からの最終列車は、この駅止まりになる。これは、車庫は鶴見緑地駅の横にあるものの、車庫へ直接入る配線が横堤方面とつながっているからである。
- 当駅付近に長堀鶴見緑地線の乗務員基地である鶴見乗務所が存在するため、一部の列車は当駅で乗務員交代を行う。

## 隣の駅
大阪市高速電気軌道 (Osaka Metro)
 長堀鶴見緑地線
今福鶴見駅 (N24) - 横堤駅 (N25) - 鶴見緑地駅 (N26)
- ( ) 内は駅番号を示す。

### 記事本文

### 利用状況
1. ↑  路線別駅別乗降人員 - 大阪市高速電気軌道
2. ↑  大阪府統計年鑑 - 大阪府
3. ↑  大阪市統計書 - 大阪市

#### 大阪市高速電気軌道
1. ↑  路線別乗降人員 （2013年11月19日（火）交通調査） (PDF)
2. ↑  路線別乗降人員 （2014年11月11日（火）交通調査） (PDF)
3. ↑  路線別乗降人員 （2015年11月17日（火）交通調査） (PDF)
4. ↑  路線別乗降人員 （2016年11月8日（火）交通調査） (PDF)
5. ↑  路線別乗降人員 （2017年11月14日（火）交通調査） (PDF)
6. ↑  路線別乗降人員 （2018年11月13日（火）交通調査） (PDF)
7. ↑  路線別乗降人員 （2019年11月12日（火）交通調査） (PDF)
8. ↑  路線別乗降人員 （2020年11月10日（火）交通調査） (PDF)
9. ↑  路線別乗降人員 （2021年11月16日（火）交通調査） (PDF)
10. ↑  路線別乗降人員 （2022年11月15日（火）交通調査） (PDF)
11. ↑  路線別乗降人員 （2023年11月7日（火）交通調査） (PDF)
12. ↑  路線別乗降人員 （2024年11月12日（火）交通調査） (PDF)

#### 大阪府統計年鑑
1. ↑  大阪府統計年鑑（平成3年） (PDF)
2. ↑  大阪府統計年鑑（平成8年） (PDF)
3. ↑  大阪府統計年鑑（平成11年） (PDF)
4. ↑  大阪府統計年鑑（平成20年） (PDF)
5. ↑  大阪府統計年鑑（平成21年） (PDF)
6. ↑  大阪府統計年鑑（平成22年） (PDF)
7. ↑  大阪府統計年鑑（平成23年） (PDF)
8. ↑  大阪府統計年鑑（平成24年） (PDF)
9. ↑  大阪府統計年鑑（平成25年） (PDF)
10. ↑  大阪府統計年鑑（平成26年） (PDF)
11. ↑  大阪府統計年鑑（平成27年） (PDF)
12. ↑  大阪府統計年鑑（平成28年） (PDF)
13. ↑  大阪府統計年鑑（平成29年） (PDF)
14. ↑  大阪府統計年鑑（平成30年） (PDF)
15. ↑  大阪府統計年鑑（令和元年） (PDF)
16. ↑  大阪府統計年鑑（令和2年） (PDF)
17. ↑  大阪府統計年鑑（令和3年） (PDF)
18. ↑  大阪府統計年鑑（令和4年） (PDF)
19. ↑  大阪府統計年鑑（令和5年） (PDF)
20. ↑  大阪府統計年鑑（令和6年） (PDF)